# Indusiella stellata
Indusiella stellata là một loài Rêu trong họ Grimmiaceae. Loài này được M.J. Cano & J. A. Jiménez mô tả khoa học đầu tiên năm 2009.